# Gert Smedegaard
Gert Smedegaard Andreasen (født 13. oktober 1951 i Skanderborg, død 30. november 2018) var en dansk trommeslager og percussionist. Smedegaard spillede fra 1960'erne og frem til sin død i 2018 en række danske musikere og orkestre, herunder syrerockbandet Ache og med C.V. Jørgensen.

## Karriere
Gert Smedegaard flyttede i en tidlig alder med familien til Kgs. Lyngby og begyndte ligesom sin storebror, Carsten Smedegaard, at spille trommer. Gert Smedegaard spillede i forskellige orkestre og blev tilknyttet C.V. Jørgensens orkester; han medvirkede på C.V. Jørgensens første album En stynet strejfer fra 1974. Samme år medvirkede han også på Poul Kjøllers børnealbum Vil du med i skoven. Han medvirkede på yderligere en række album, herunder C.V. Jørgensens andet album T-shirts, terylenebukser & gummisko, og blev herefter en del af det gendannede orkester Ache, hvor han medvirkede på bandets to album fra 1976 og 1977. 
Efter Ache gik i opløsning nogle år senere medvirkede Gert Smedegaard på en række indspilninger med bl.a. Charlatangruppen, Nis P. og Finn Olafsson, før han genoptog samarbejdet med C.V. Jørgensen på albummet Lediggang agogo fra 1982. Sideløbende med samarbejdet med C.V. Jørgensen indspillede han med bl.a. Anne Grete, Erik Grip, Allan Olsen, Peter Viskinde, Michael Falch, Ivan Pedersen, Niels Skousen m.fl. 
Gert Smedegaard spillede trommer på C.V. Jørgensen-turneen i foråret 2018.